# Lateránská bazilika
Bazilika sv. Jana v Lateráně (italsky Basilica di San Giovanni in Laterano, latinsky Basilica Sancti Ioannis in Laterano), plným názvem Arcibazilika Nejsvětějšího Spasitele a sv. Jana Křtitele a Jana Evangelisty, je biskupský kostel (katedrála) města Říma s titulem basilica maior. Založena císařem Konstantinem roku 313 a později mnohokrát přestavována, stojí asi 1,2 km jihovýchodně od Kolosea, u stanice metra A San Giovanni. Je součástí stavebního komplexu Laterán, který byl až do 14. století sídlem papežů a kde sídlí také Lateránská univerzita.

## Historie

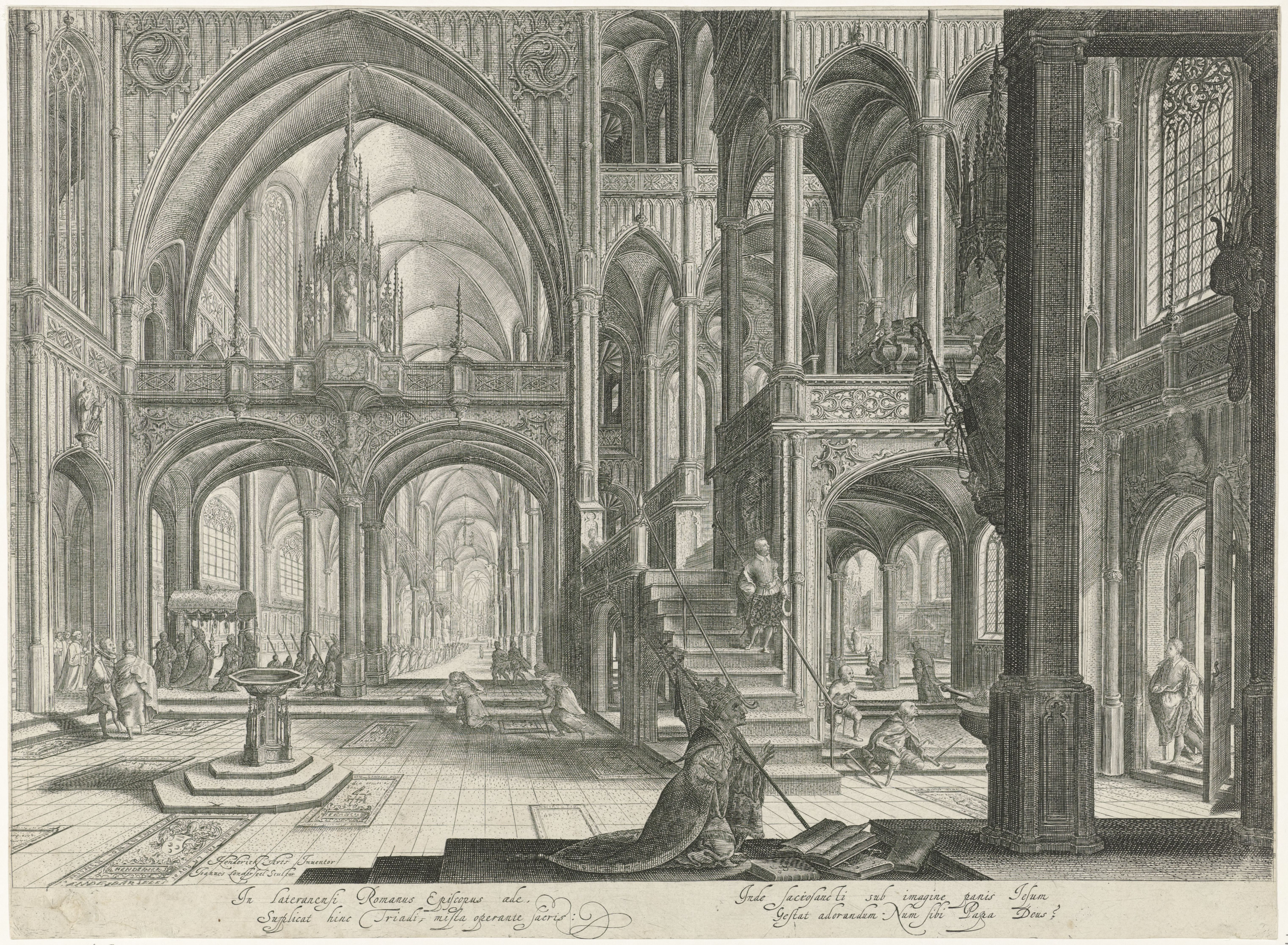
Jan van Londerseel: Interiér baziliky před barokní přestavbou

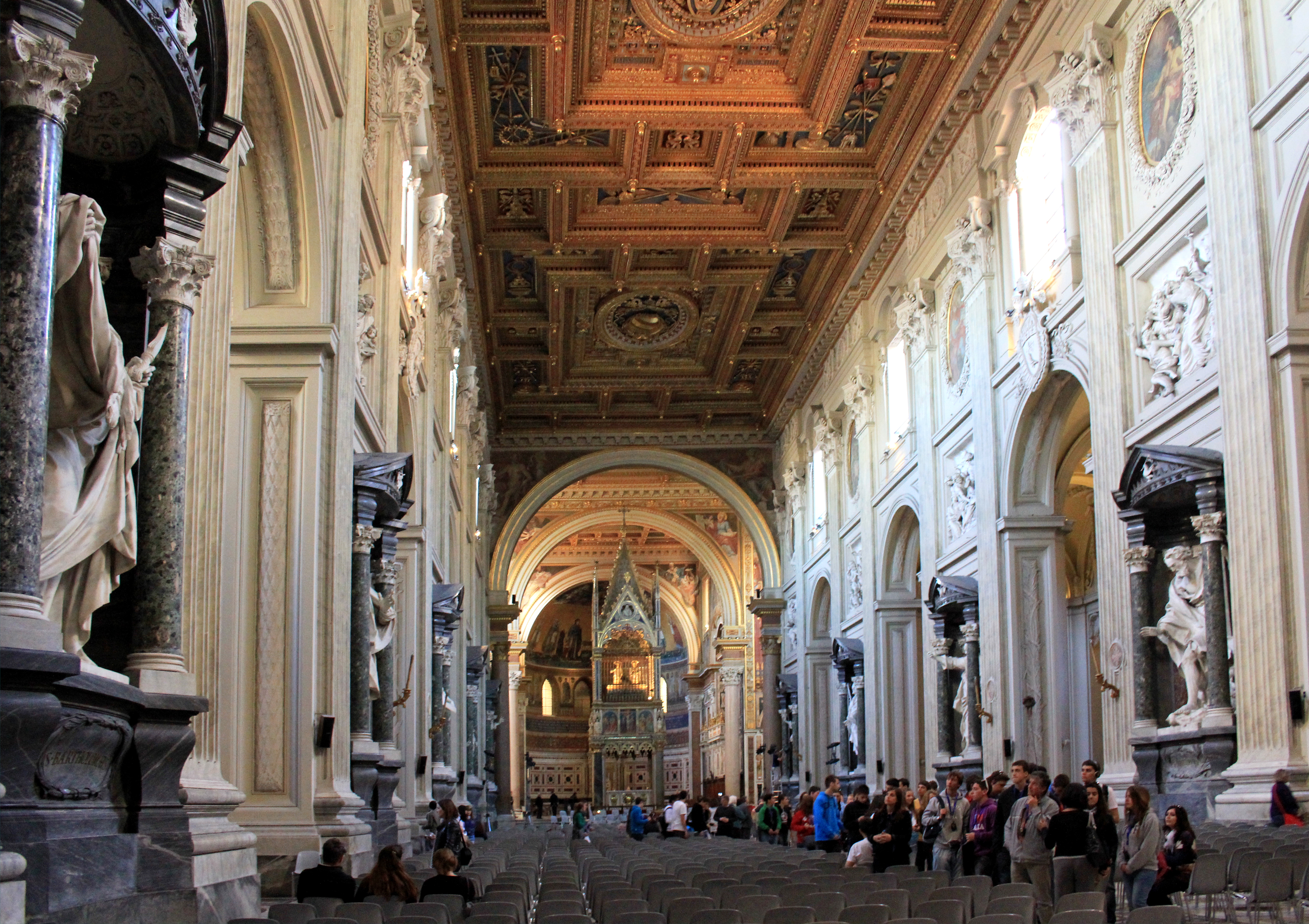
Hlavní loď baziliky

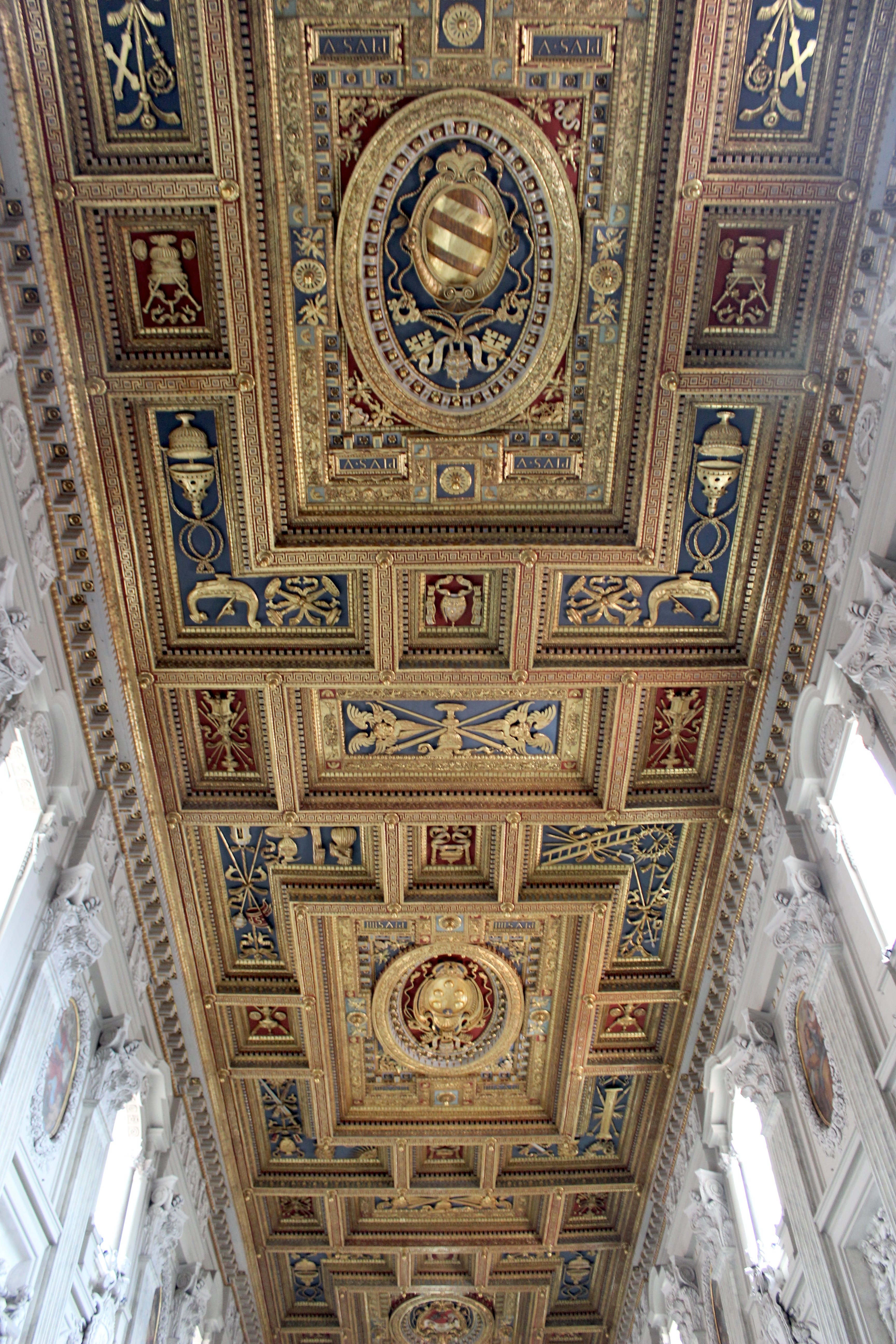
Kazetový strop (G. dalla Porta, 1603)

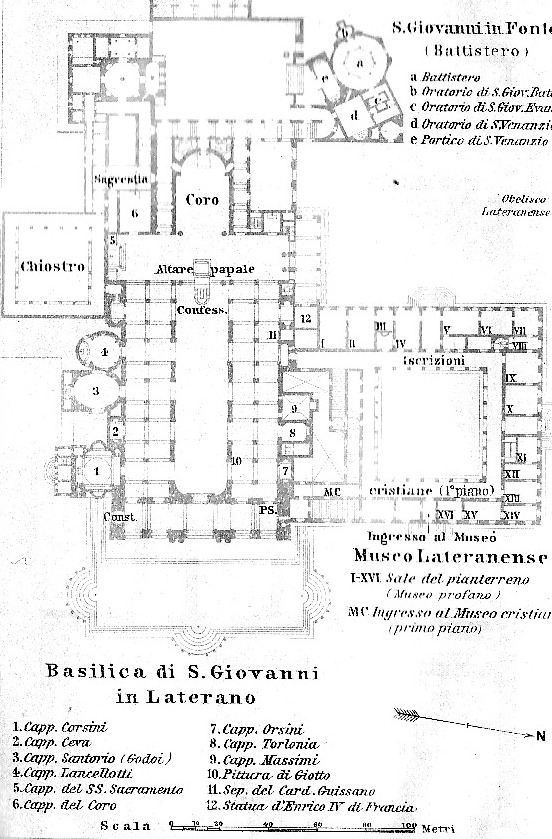
Plán baziliky (1900): 1 – kaple Corsini, 2 – kaple Ceva, 3 – kaple Santario (Godoi), 4 – kaple Lancelotti, 5 – kaple N. Svátosti, 7 – kaple Orsini, 8 – kaple Torlonia, 9 – kaple Massimi, 10 – Giottův obraz, 12 – socha Jindřicha IV. Vpravo nahoře baptisterium a na náměstí obelisk.

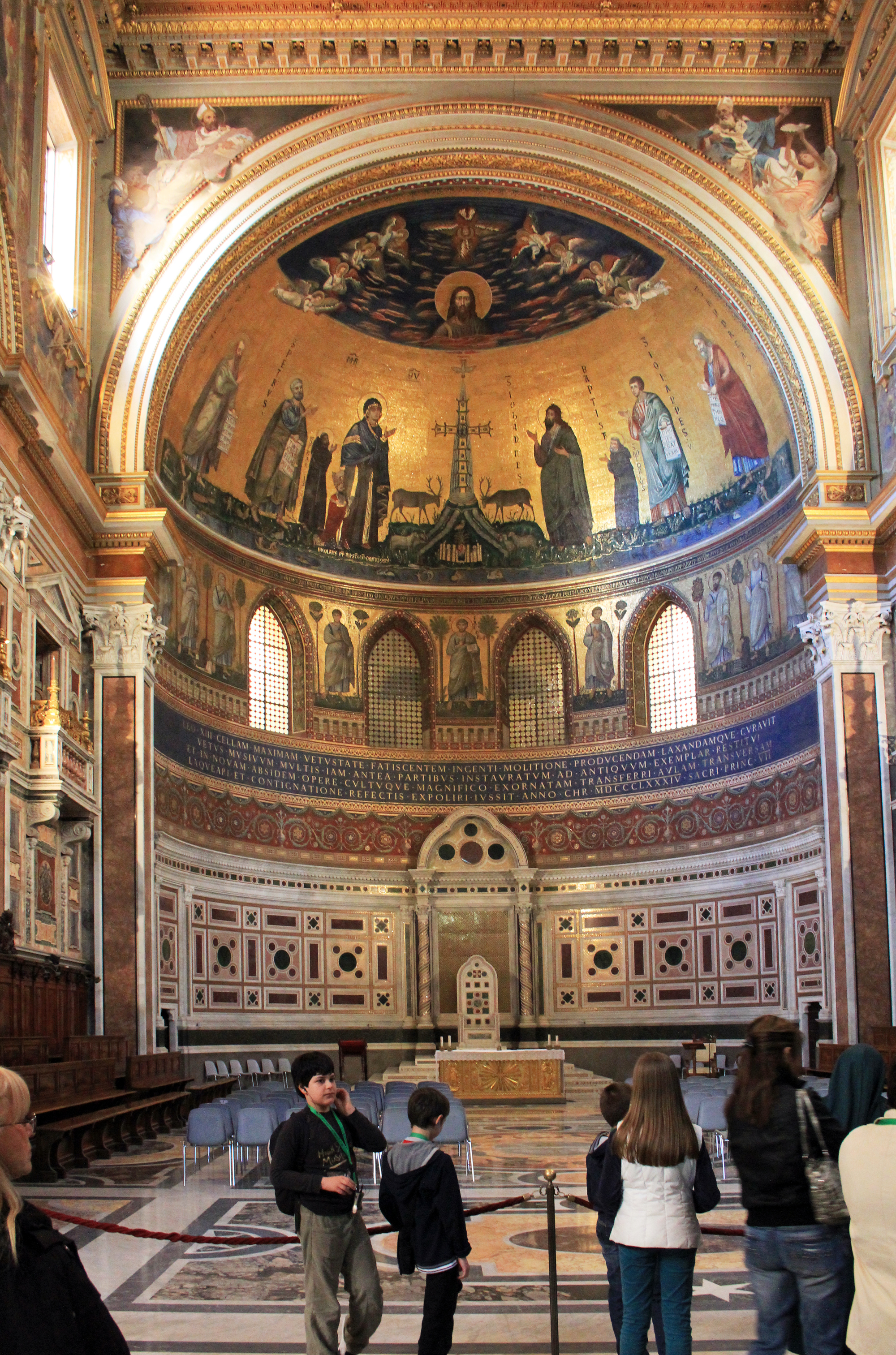
Apsida s mozaikami (1290)

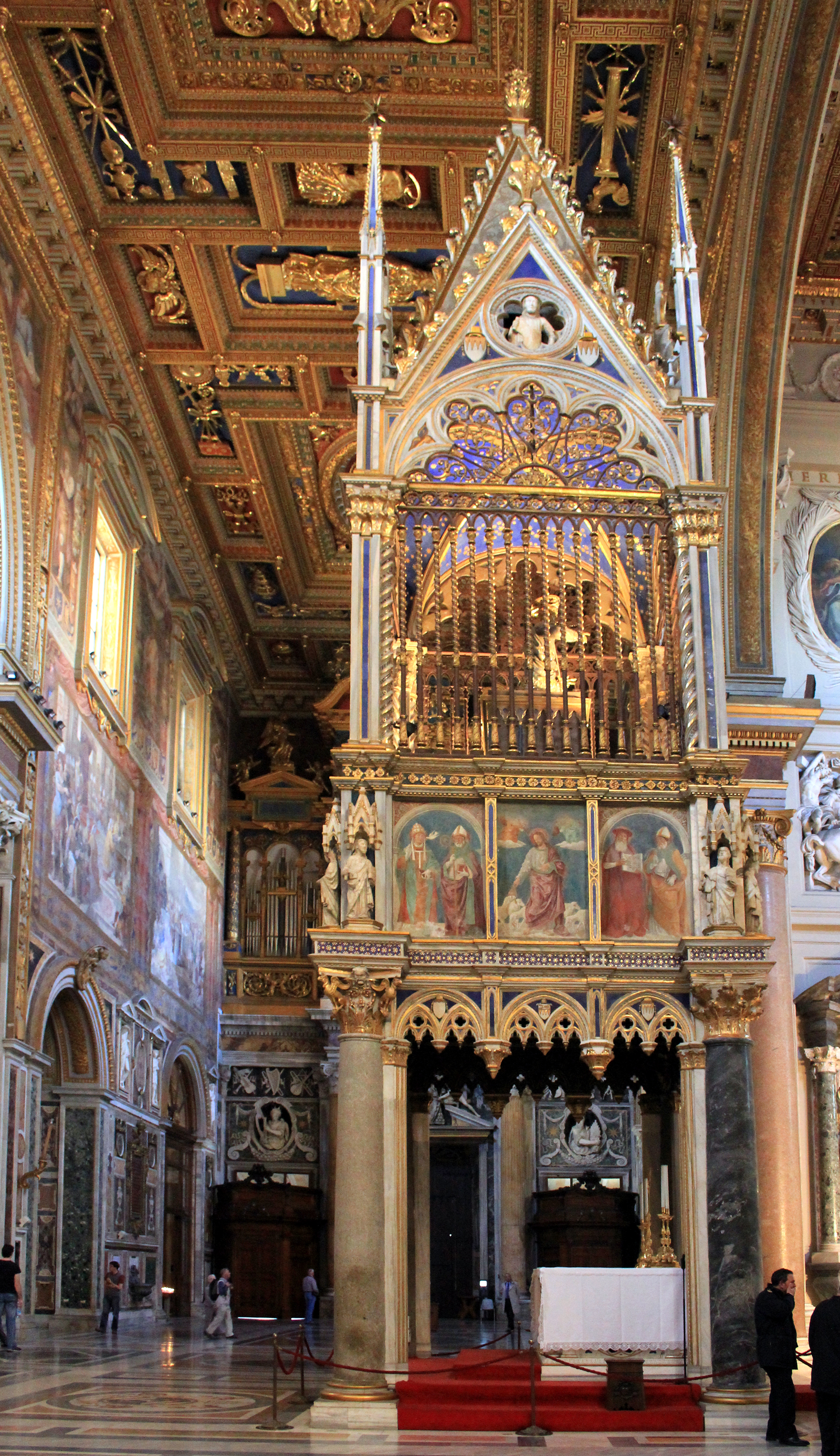
Ciborium

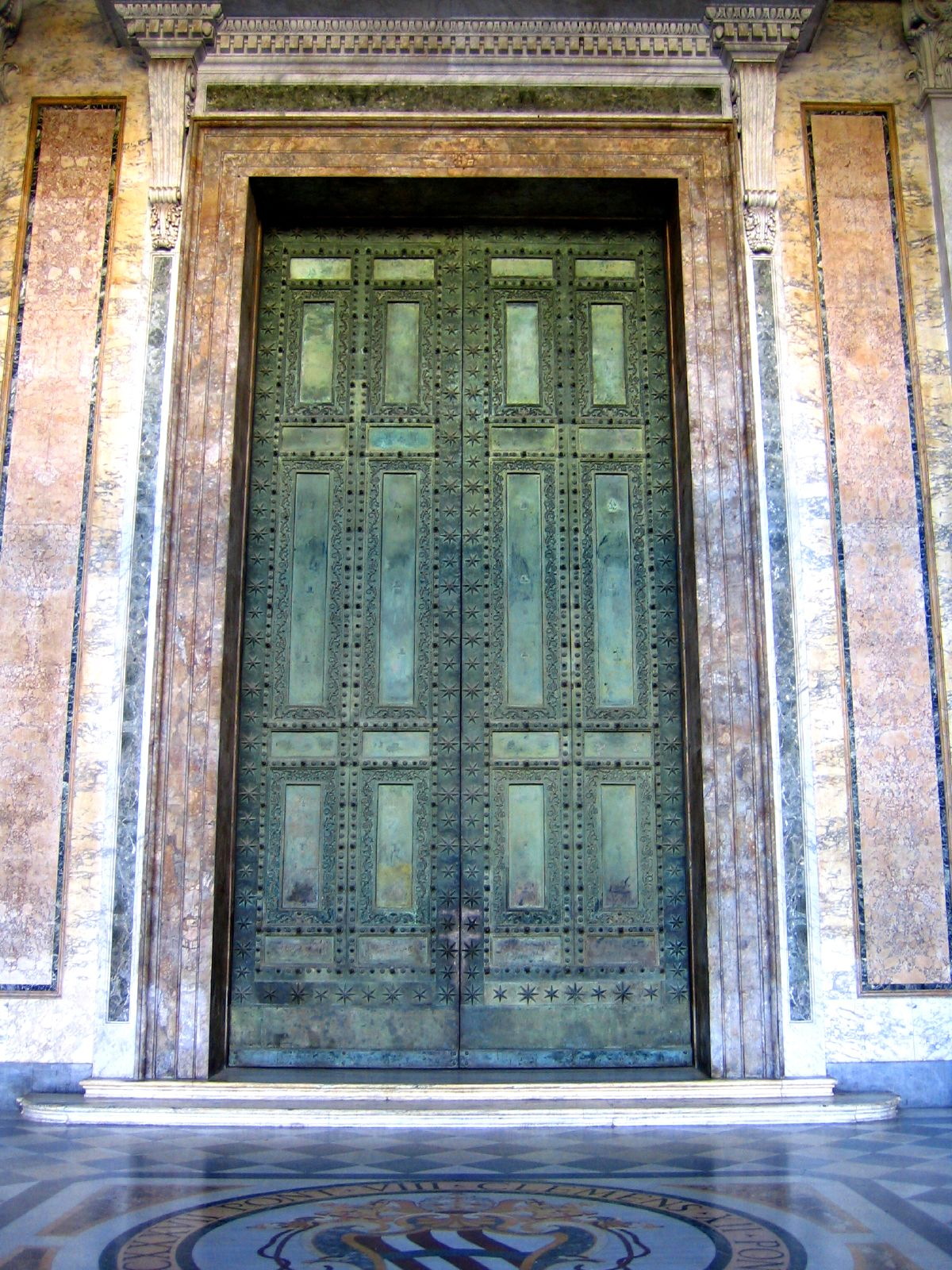
Starověká bronzová vrata

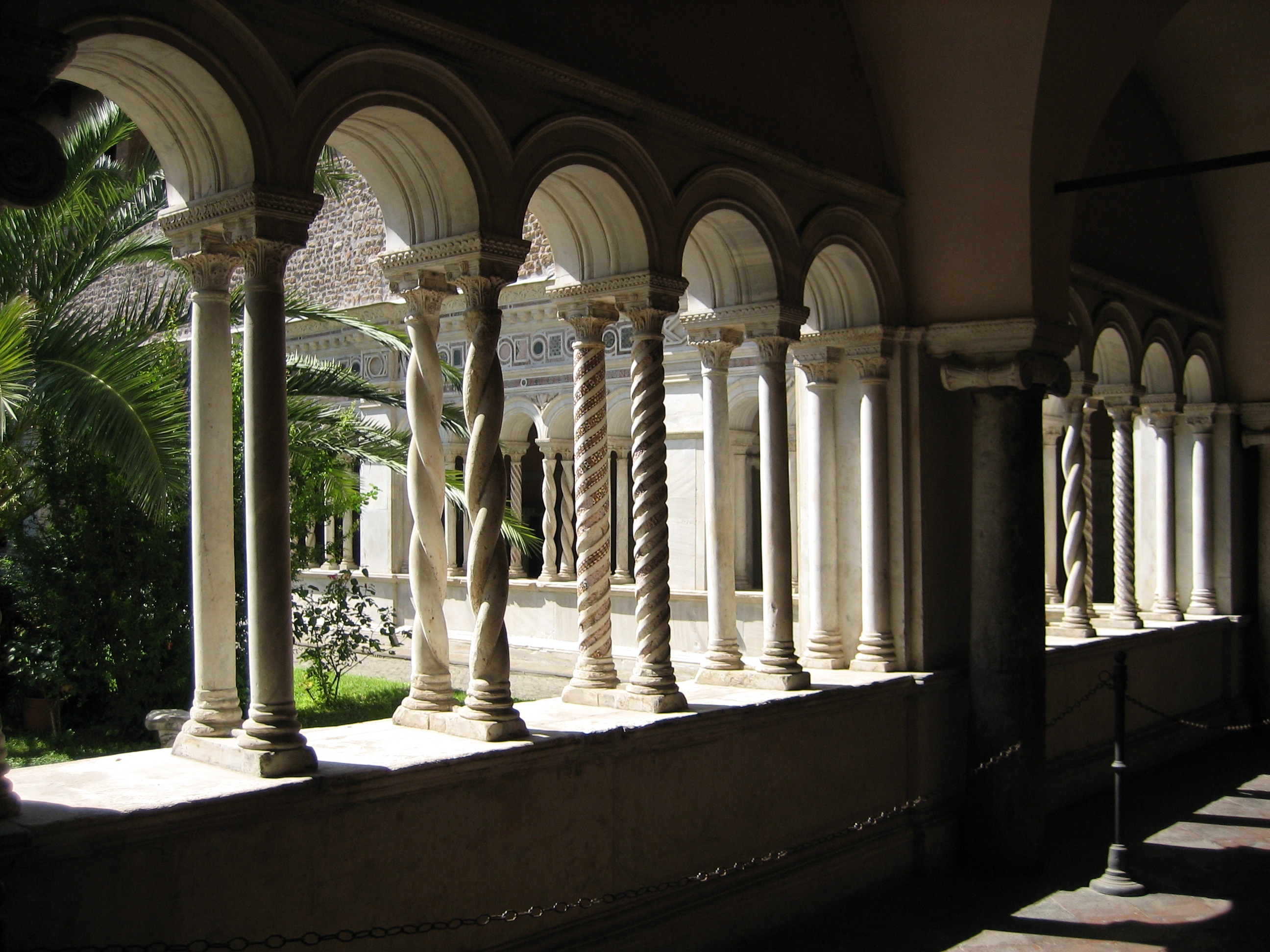
Ambity Rajského dvora

Pětilodní bazilika s atriem byla postavena při starším baptisteriu v letech 313–324 za císaře Konstantina Velikého, který pro ni vybral strategické místo za Aureliánskými hradbami a mezi dvěma branami. Císařova matka svatá Helena při ní měla svou rezidenci. Konstantin je také vyobrazen na mozaice v apsidě jako donátor s modelem baziliky v rukou. Byl to první veliký křesťanský kostel vůbec a byl zasvěcen svatým Janu Křtiteli a Janu Evangelistovi. Tuto baziliku několikrát vyplenili barbaři, například v letech 410 a 455 Vandalové; roku 896 ji poškodilo zemětřesení. Byla poté přestavěna v románském slohu, vyzdobena mozaikami a obložena barevnými mramory. Při gotické přestavbě z iniciativy papeže Klementa V. přibyli ke světcům na mozaikách sv. František a sv. Antonín Paduánský; roku 1308 bazilika vyhořela. V době avignonského zajetí papežů chrám dále pustl a 21. srpna roku 1361 jej zachvátil katastrofální požár, při němž se zřítily čtyři jaspisové sloupy střední lodi, shořela střecha a ciboriový baldachýn nad hlavním oltářem. Tehdy se propadl strop hlavní lodi baziliky a objekt začal zarůstat trávou. Papeže Inocence VI. o tom informoval básník Francesco Petrarca. Podle jednoho dobového svědectví se v bazilice prý pásly ovce. Následovala stavba dochovaného monumentálního gotického ciboria na čtyřech sloupech, které dal roku 1367 nad hlavním oltářem vztyčit papež Urban V., aby v něm byly uchovávány relikviáře s lebkami svatých apoštolů Petra a Pavla. Po návratu papežů do Říma roku 1378 začala zásadní obnova Lateránské baziliky i baptisteria, která byla ukončena roku 1384, jak dokládá nápis v pásu mezi mozaikami apsidy. Ve středověku se v Lateránském paláci a v bazilice konalo pět významných koncilů.
U příležitosti jubilejního roku 1600 dal papež Kliment VII. renovovat příčnou loď baziliky, což provedl architekt Giacomo della Porta a malíř Giuseppe Cesari, postranní dvouvěžové průčelí kostela projektoval Domenico Fontana. V letech 1646–1649 byla provedena barokní přestavba podle projektu architekta Francesca Borrominiho, směřovaná k jubilejnímu roku 1650. Další úpravy proběhly v letech 1734–1735 ve stylu vrcholného římského baroka, kdy architekt Alessandro Galilei přistavěl nové východní průčelí.

## Popis
Bazilika stojí na troskách pevnosti a kasáren císařské jízdní gardy, která podporovala Konstantinova soupeře Maxentia a byla po bitvě na Milvijském mostě zrušena. Pětilodní bazilika ve tvaru písmene „T“ s apsidou a plochým stropem je 140 m dlouhá a 140 m široká, z toho šířka hlavní lodi je 65 m.
Do chrámu se vstupuje buď z Lateránského náměstí vestibulem od Domenica Fontany z roku 1586 do severní příčné lodi, nebo hlavním vchodem od východu. Pětiosý portikus z roku 1735 od A. Galileiho s vysokým sloupovým řádem má v patře arkády a v hlavní ose trojboký tympanon. Latinský nápis na hlavní římse vyznačuje stavebníka, papeže Klimenta XII. v pátém roce jeho pontifikátu, a patrony chrámu. Kuželková balustráda na atice je vyzdobena 15 sochami o výšce sedm metrů, uprostřed s Ježíšem Kristem Spasitelem mezi oběma svatými Jany. V prostředním vchodu jsou starověká bronzová vrata, pocházející z římského Fora. Vpravo od hlavního průčelí je budova Lateránských muzeí.
Vzhled hlavní lodi podstatně pozměnil Francesco Borromini, který střídavě zazdil oblouky mezi sousedními antickými sloupy, takže jen poslední pár žulových sloupů je viditelný. Mramorová dlažba je převážně z 15. století, bohatě zdobený kazetový strop navrhl Giacomo della Porta roku 1603.
- Románská (italo-byzantská) mozaika v závěru apsidy má tři pásy: v horním se na modrém pozadí zjevuje poprsí Boha Otce Vševládce (Pantokratóra')mezi serafíny, hlavní střední pás na zlatém pozadí zpodobuje adoraci Svatého kříže Pannou Marií a sv. Janem Křtitelem, za nimiž stojí zleva svatí Pavel, Petr a František, za Pannou Marií klečí drobná postava papeže Mikuláše IV., vpravo za Janem Křtitelem stojí svatí Antonín, Jan Evangelista a Ondřej. Spodní řadu světců mezi okny tvoří devět apoštolů.
- Papežský oltář stojí na tordovaných mramorových sloupech s baldachýnem z roku 1369 v křížení hlavní a příčné lodi, za mříží je vidět dvě stříbrná relikviářová poprsí svatých Petra a Pavla, další relikvie jsou uloženy ve schránce pod nimi.
- Před oltářem se po schodišti vchází do zahloubeného confessio , předchůdce pozdějších krypt, s hrobem světce. Na levém (jižním) konci příční lodi je veliký oltář Nejsvětější svátosti se čtyřmi starověkými bronzovými sloupy. Chór byl v 19. století prodloužen, původní apsida s mozaikami z roku 1290 přenesena dále na západ.
- Maria madre della chiesa (Maria matka církve) je gotická dřevěná socha trůnící Panny Marie s dítětem, kterou papež František daroval Lateránské bazilice.
- Giottův obraz papeže Bonifáce VIII. s kardinály, jak vyhlašují první jubilejní rok 1300 visí v severní boční lodi na pilíři .
- K levé (jižní) boční lodi je přistavěna řada kaplí. V první od vchodu, kapli sv. Ondřeje či kapli rodiny Corsini od A. Galileiho z roku 1734, jsou čtyři antické porfyrové sloupy a porfyrová vana, která pochází z předsíně Pantheonu.
- Oltářní obraz Vylovení těla sv. Jana Nepomuckého z Vltavy je umístěn v kapli sv. Františka na pravé stěně; ikonograficky pozoruhodná barokní kompozice ilustruje tuto legendární epizodu se stranově obráceným pohledem na Prahu.

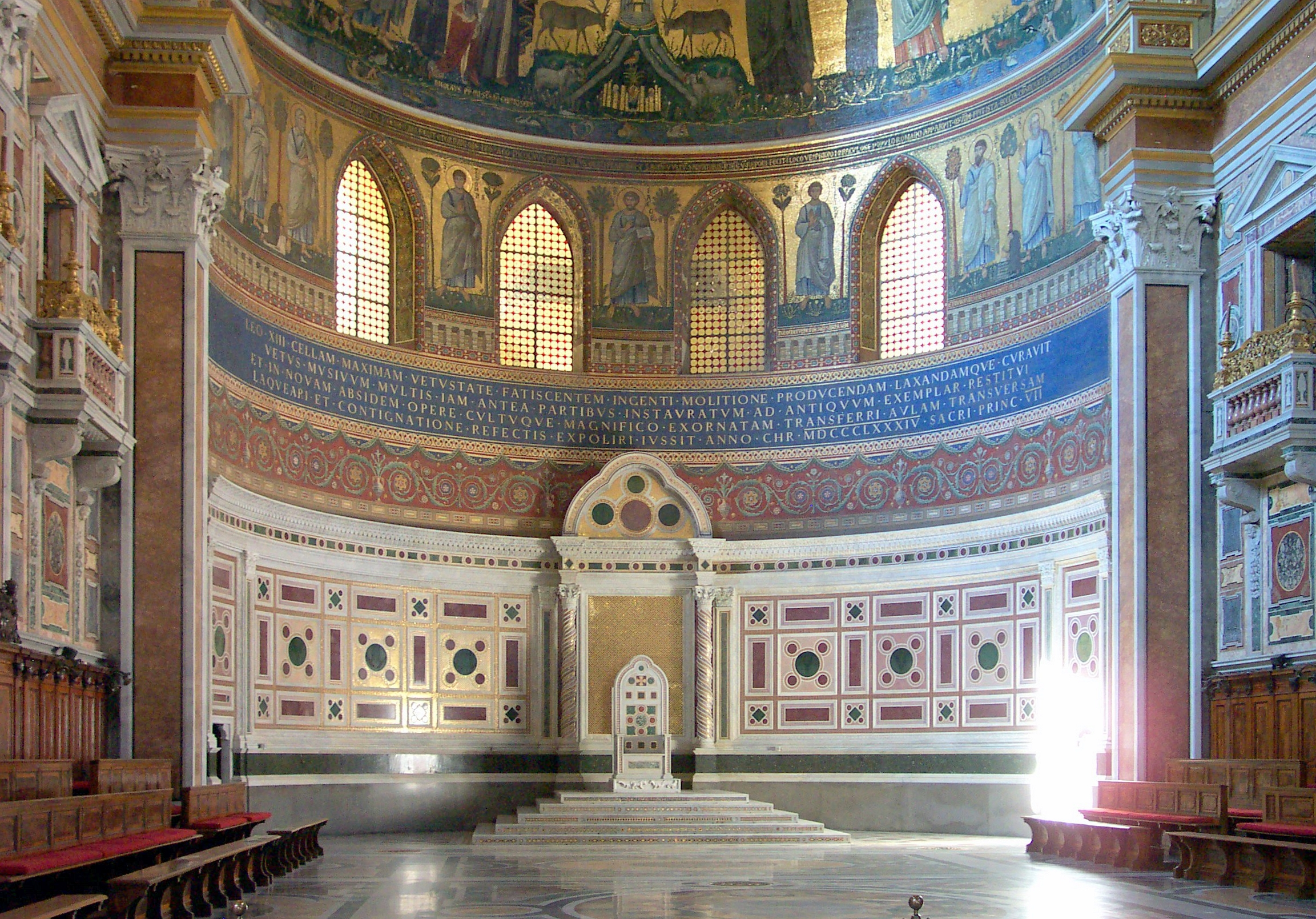
Stolec (cathedra) římského biskupa se sedadly kanovníků v apsidě baziliky

### Papežský stolec a oltář
Stolec (cathedra) římského biskupa, tj. papeže v apsidě baziliky vyznačuje dodnes hodnostně nejvyšší kostel v katolické církvi, což není bazilika sv. Petra ve Vatikánu. Tuto skutečnost hlásá latinský nápis vyložený mozaikou nad vstupem do atria: Papalis archibasilica patriarchalis maior cathedralis arcipretalis sanctissimi Salvatoris et sanctorum Johannis Baptistae et Evangelistae apud Lateranum, omnium urbis et orbis ecclesiarum mater et caput, končící formulací: „Matka a hlava všech kostelů města [tj. Říma] a světa.“. Stolec je umístěn uprostřed polokruhové lavice – původních sedadel kanovníků.

### Papežské náhrobky a kenotafy
V katedrále je pohřbeno nebo má také pamětní desku (tzv. kenotaf) sedmnáct papežů:
1. Jan XII.
2. Agapetus II.
3. Silvestr II.
4. Alexandr III.
5. Jan XVII.
6. Sergius IV.
7. Paschalis I.
8. Kalixtus II.
9. Honorius II.
10. bl. Inocenc V.
11. Celestin III.
12. bl. Evžen III.
13. Anastasius IV.
14. Klement III.
15. Martin V. Colonna, † 1413
16. Lev XIII.
17. bl. Pius IX., † 1853

- Na západním konci jižní boční lodi se vstupuje do rajského dvora s ambity z počátku 13. století a bohatou sochařskou i mozaikovou výzdobou.[4]

## Muzeum a klenotnice
- Museo sacro je muzeum s klenotnicí chrámového umění (vstup přes prodejnu devocionálií v apsidě jižní lodi baziliky). Ve 3 prostorách uchovává cennou kolekci asi stovky předmětů, především soch, precios a parament (liturgických a votivních památek), užívaných v Lateránské bazilice od 6. do 19. století. Pocházejí jak ze zařízení baziliky, tak zejména z odkazů papežských rodin Corsini, Medici a Chigi. K nejstarším patří soubor raně křesťanských relikviářů a monumentální zlatý kříž ze 6. století, papežský stolec Pia V., dále pluviály (pláště) papežů sv. Silvestra a Klementa XII., renesanční a barokní kasule s erbovními štítky papežů a tapisérie z někdejší výzdoby baziliky.
- Chiostro je raně gotická křížová chodba z let 1261–1280, cenná architektura kolem čtvercového rajského dvora, uprostřed s mramorovou studnou z 9. století. Z přilehlých prostor je přístupná mj. kapitulní síň. Tvoří druhý prohlídkový okruh (vstup na opačné stranmě od hlavního oltáře, ze severní části příčné lodi). Expozice je složena především z lapidária: kamenných fragmentů a soch, k nejcennějším patří náhrobní desky a náhrobní plastiky z baziliky odstraněné při Borrominiho úpravách, např. náhrobek kardinála Annibaldi della Molara, který z bílého mramoru vytesal Arnolfo di Cambio jako součást tehdejšího ciboria v apsidě. Dále papežský trůn, tordované sloupy a desky ze 13. století od bratří Cosmatů, zdobené mozaikovým ornamentem.

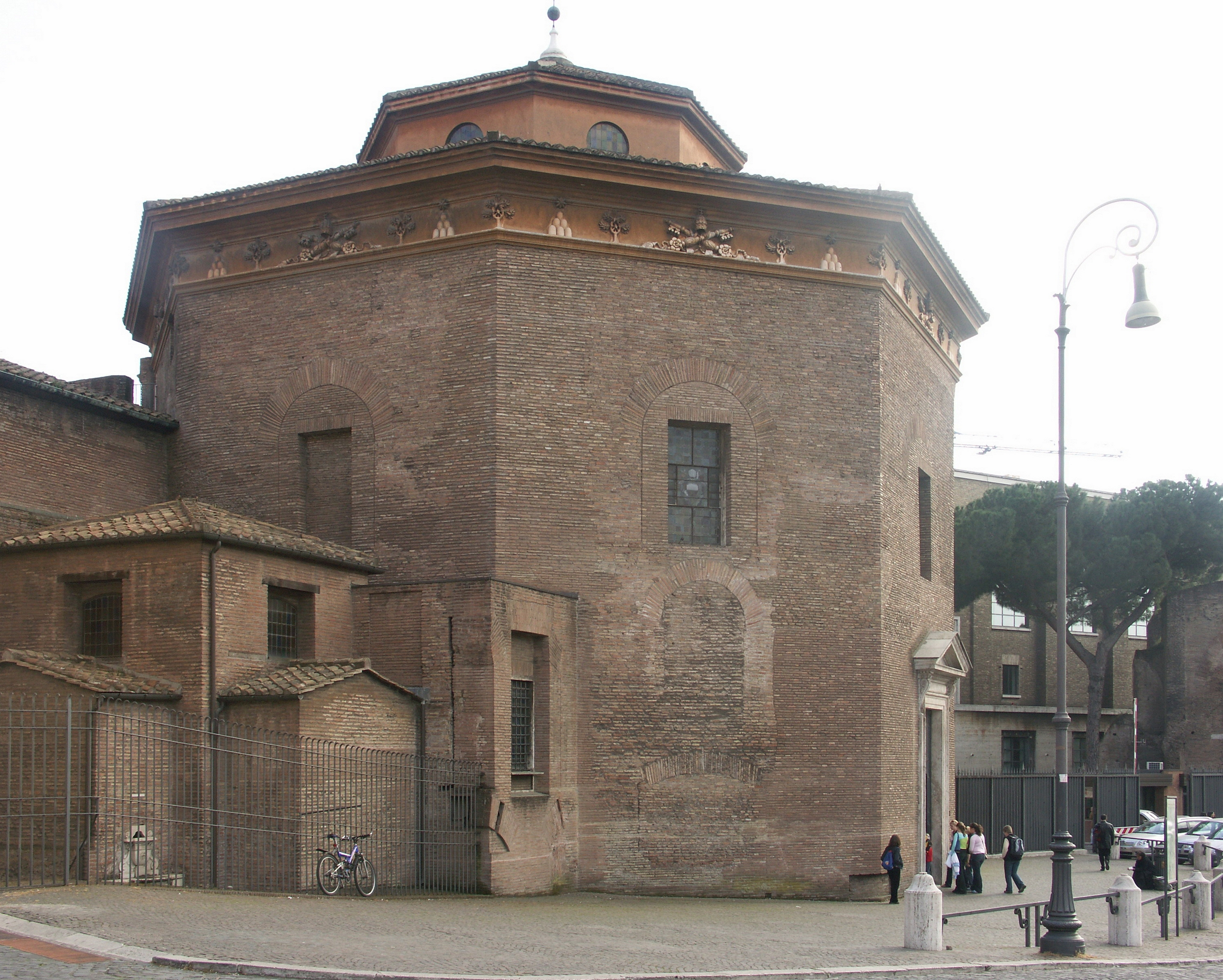
Baptisterium

## Baptisterium
Osmiboká stavba (oktogon) Lateránského baptisteria je zbudována z cihel, je pravděpodobně nejstarší svého druhu a posloužila jako vzor dalším baptisteriím. Roku 315 ji dal císař Konstantin vystavět jako válcovou, za vlády papeže Sixta III. v letech 432–440 byla proměněna na oktogon a později ještě několikrát upravována. V barokní době byly zbořeny obvodové kaple sv. Štěpána, sv. Hilaria a sv. Kříže.
V apsidě se dochovaly zbytky římské mozaiky a antické sloupy z červeného egyptského porfyru. Římského původu je také křestní vana, vybroušená z jednoho kusu porfyru. Bronzová vrata s poli jednoduché geometrické profilace pořídil římský biskup Hilarius v 5. století.
Nejstarší nástěnnou malbou je zde na stěně gotická polofigura madony s Ježíškem ze 14. století. Raně barokní nástěnné malby vytvořil Andrea Sacchi (1599–1661). Carlo Maratta namaloval scénu Císař Konstantin ničí pohanské obrazy.

## Obelisk
Na Lateránském náměstí severně od baziliky stojí Lateránský obelisk, nejvyšší v Římě. Žulový monolit o výšce 37,2 m a o váze asi 455 t dal vyrobit farao Thutmose IV. pro chrámový komplex v Karnaku. Císař Constantius II. jej dal převézt nejprve do Alexandrie a odtud roku 357 do Říma, kde byl postaven v Circus Maximus. Po pádu říše byl povalen a poškozen. Roku 1587 byl vykopán, opraven D. Fontanou a následujícího roku vztyčen na osmimetrovém podstavci.